# Melisa Ercan
Melisa Ercan (* 1. September 2005) ist eine türkisch-australische Tennisspielerin.

## Karriere
Ercan begann mit acht Jahren in der Türkei das Tennisspielen. Sie spielt bislang vorrangig auf der ITF Women’s World Tennis Tour, wo sie bisher fünf Titel im Einzel gewinnen konnte.
2018 gewann sie die Orange Bowl in der Kategorie U14.
2021 konnte Ercan ihr erstes ITF Kategorie J2 Turnier gewinnen.
2022 qualifizierte sie sich bei den US Open für das auptfeld im Juniorinneneinzel, verlor aber bereits ihr Auftaktmatch gegen Diana Schneider mit 3:6 und 3:6. Im Juniorinnendoppel unterlag sie mit Partnerin Amelia Waligora in der ersten Runde der Paarung Alexis Blokhina und Annabelle Xu mit 3:6 und 5:7.
2023 trat sie zu Beginn des Jahres bei den Australian Open an, wo sie im Juniorinneneinzel in der ersten Runde gegen Renáta Jamrichová mit 3:6 und 2:6 verlor. Im Juniorinnendoppel unterlag sie mit Partnerin Madeleine Jessup der Paarung Anya Murthy und Malwina Rowinska mit 6:4, 3:6 und [8:10]. Bei den French Open erreichte sie im Juniorinneneinzel mit Siegen über Tatum Evans und die topgesetzte Sara Saitō das Viertelfinale, wo sie dann gegen Alewtina Ibragimowa mit 2:6, 6:2 und 2:6 verlor. Im Juniorinnendoppel erreichte sie mit Partnerin Luca Udvardy mit einem Erstrundensieg gegen Amélie Šmejkalová und Tereza Valentová die zweite Runde, wo die beiden gegen Mara Gae und Ella McDonald mit 6:74, 6:2 und [6:10] verloren. In Wimbledon trat sie nur im Juniorinneneinzel an. Sie verlor ihr Erstrundenmatch gegen Laura Samsonová mit 4:6 und 4:6. Ende November qualifizierte sie sich für das Hauptfeld im Dameneinzel des mit 60.000 US-Dollar dotierten Brisbane QTC Tennis International, wo sie in der ersten Runde gegen Maya Joint mit 4:6 und 5:7 verlor. Beim anschließenden, ebenfalls mit 60.000 US-Dollar dotierten Gold Coast Tennis International konnte sie mit Siegen über Michaela Bayerlová und Himeno Sakatsume ins Viertelfinale einziehen, was ihr bis dahin größter Erfolg war. Sie verlor im Viertelfinale dann aber gegen Miho Kuramochi mit 6:70 und 1:6.
2024 erhielt sie zu Beginn des Jahres eine Wildcard für das Hauptfeld der Workday Canberra International, ihrem ersten Turnier der WTA Challenger Series, wo sie aber bereits in der ersten Runde gegen ihre ebenfalls mit einer Wildcard ausgestatteten Landsfrau Taylah Preston mit 0:6 und 4:6 verlor. In Folge erhielt sie eine Wildcard für die Qualifikation zum Hauptfeld im Dameneinzel der Australian Open, wo sie derzeit in der zweiten Runde steht.

## College Tennis
Mittlerweile haben zehn US-Colleges ihr Interesse bekundet.

## Turniersiege

### Einzel
| Nr. | Datum          | Turnier         | Kategorie | Belag     | Finalgegnerin      | Ergebnis        |
| --- | -------------- | --------------- | --------- | --------- | ------------------ | --------------- |
| 1.  | 17. Juni 2023  | Norges-la-Ville | ITF W15   | Hartplatz | Amelie Van Impe    | 6:78, 6:0, 7:66 |
| 2.  | 24. Juni 2023  | Monastir        | ITF W15   | Hartplatz | Beatrice Stagno    | 6:3, 6:3        |
| 3.  | 29. Juli 2023  | Caloundra       | ITF W15   | Hartplatz | Stefani Webb       | 6:2, 7:5        |
| 4.  | 5. August 2023 | Caloundra       | ITF W15   | Hartplatz | Emerson Jones      | 6:3, 6:0        |
| 5.  | 23. Juni 2024  | Tauste          | ITF W35   | Hartplatz | Victoria Rodríguez | 6:3, 6:0        |